# Castilléjar
Castilléjar es una localidad y municipio español situado en la parte meridional de la comarca de Huéscar, en la provincia de Granada, comunidad autónoma de Andalucía. Limita con los municipios de Huéscar, Galera, Cúllar, Benamaurel, Cortes de Baza y Castril. Por su término discurren los ríos Guardal y Galera.
El municipio castillejarano comprende los núcleos de población de Castilléjar —capital municipal—, Los Carriones y Los Olivos.
Cuenta con numerosas casas-cueva, tradicionales de las regiones de Andalucía Oriental y Murcia.

## Símbolos
Castilléjar cuenta con un escudo y bandera adoptados oficialmente el 20 de junio de 2008.

### Escudo
Su descripción heráldica es la siguiente:

Partido el primero trae de plata (blanco): en punta, ondas de azur (azul) y plata, comenzando en azur y terminando en plata. El segundo trae de azur: en jefe una letra R mayúscula de plata; y en punta ondas de plata y azur, empezando en plata y terminando en azur. Brochante sobre el todo y la partición, un castillo moro aclarado, sin mazonar ni matacanes, de lo uno en lo otro. Al timbre, corona real abierta.

### Bandera
La enseña del municipio tiene la siguiente descripción:

Bandera rectangular, de proporciones 2:3, partido en el centro. A la izquierda, junto al asta, azul. A la derecha, blanco. Sobre la partición y en el centro, brochante, el escudo de la villa, ocupando la mitad de la altura del lienzo.

## Historia
La zona donde se asienta Castilléjar ha servido de hábitat humano desde la Prehistoria, como demuestran los yacimientos arqueológicos de las cuevas de Guardal. Hay vestigios de un poblado íbero llamado Castro de la Balunca que data de los siglos VI a. C. y V a. C., y posteriormente albergó a tribus bastetanas. Los árabes ocuparon su territorio bajo el nombre de "al-Qulayat" («alcalá» o «castilleja»), hasta que en 1488 fue reconquistada por los Reyes Católicos y pasó a depender de la casa de Alba.
Tras la expulsión de los moriscos toda la zona fue repoblada de gentes venidas del norte de la Península, principalmente de las Vascongadas, Navarra y Aragón; por ello son frecuentes apellidos como Abellán, Barea, Carricondo, Ibar, Iriarte, Lizarte, Mañas, Navarro, Uribe o Vegara.
El nombre de la localidad fue en un principio el de "Castillexa", y como tal permaneció hasta finales del siglo XVIII, para pasar a denominarse Castilléjar de los Ríos del que quedó sólo su actual topónimo.

## Geografía

### Situación
Integrado en la comarca de Huéscar, se encuentra situado a 131 kilómetros de la capital provincial, a 167 de Murcia, a 177 de Almería y a 181 de Jaén. El término municipal está atravesado por la carretera A-4200, que conecta la ciudad de Baza con Huéscar por Benamaurel.
Su término municipal está enclavado en una fértil vega que se extiende a orillas de los ríos Galera y Guardal, con algunos de los paisajes de badlands más espectaculares del Altiplano Granadino.
| Noroeste: Castril y Huéscar                    | Norte: Huéscar  | Nordeste: Huéscar |
| Oeste: Castril                                 |                 | Este: Galera      |
| Suroeste: Castril, Cortes de Baza y Benamaurel | Sur: Benamaurel | Sureste: Cúllar   |

## Demografía
Castilléjar cuenta con una población de 1289 habitantes (INE 2024).
| Gráfica de evolución demográfica de Castilléjar entre 1842 y 2021                                                   |
| |
| Población de derecho según los censos de población del INE Población de hecho según los censos de población del INE |

Según el Instituto Nacional de Estadística de España, en el año 2023 Castilléjar contaba con 1288 habitantes censados, que se distribuyen de la siguiente manera:
| Unidad poblacional | Hab. |
| ------------------ | ---- |
| Castilléjar        | 908  |
| Los Carriones      | 178  |
| Los Olivos         | 110  |
| diseminados        | 92   |
| TOTAL              | 1288 |

## Economía

### Evolución de la deuda viva municipal
| Gráfica de evolución de la deuda viva del Ayuntamiento de Castilléjar entre 2008 y 2019                                |
| |
| Deuda viva del Ayuntamiento de Castilléjar en miles de euros según datos del Ministerio de Hacienda y Función Pública. |

## Administración y política
Los resultados en Castilléjar de las últimas elecciones municipales, celebradas en mayo de 2023, son:
| Elecciones Municipales - Castilléjar (2023) | Elecciones Municipales - Castilléjar (2023)   | Elecciones Municipales - Castilléjar (2023) | Elecciones Municipales - Castilléjar (2023) | Elecciones Municipales - Castilléjar (2023) |
| Partido político                            | Partido político                              | Votos                                       | Votos                                       | Concejales                                  |
| ------------------------------------------- | --------------------------------------------- | ------------------------------------------- | ------------------------------------------- | ------------------------------------------- |
|                                             | Independientes del Altiplano de Granada (IAG) | 380                                         | 44,54 %                                     | 4                                           |
|                                             | Partido Socialista Obrero Español (PSOE)      | 233                                         | 27,31 %                                     | 3                                           |
|                                             | Partido Popular (PP)                          | 207                                         | 24,26 %                                     | 2                                           |
|                                             | Vox (VOX)                                     | 27                                          | 3,16 %                                      | 0                                           |

## Comunicaciones

### Carreteras
Las principales vías de comunicación que transcurren por el municipio son:
| Identificador | Denominación                     | Itinerario               |
| ------------- | -------------------------------- | ------------------------ |
| A-4200        | De Baza a Huéscar por Benamaurel | Baza - Huéscar           |
| GR-9102       | De Almontaras a Castilléjar      | Almontaras - Castilléjar |
| GR-9105       | De GR-9106 a la A-326            | Fátima - San Marcos      |

Algunas distancias entre Castilléjar y otras ciudades:
| Ciudades | Distancia (km) |
| -------- | -------------- |
| Huéscar  | 15             |
| Granada  | 131            |
| Murcia   | 167            |
| Almería  | 177            |
| Jaén     | 181            |

## Servicios públicos

### Sanidad
El municipio cuenta con tres consultorios médicos de atención primaria situados uno en la calle García Lorca s/n de Castilléjar, otro en Los Carriones y el otro en Los Olivos, dependientes todos ellos del Área de Gestión Sanitaria del Nordeste de Granada. El servicio de urgencias está en el centro de salud de Benamaurel y el área hospitalaria de referencia es el Hospital de Baza.

### Educación
Los centros educativos que hay en el municipio son:
| Denominación genérica                    | Nombre del centro | Naturaleza | Dirección          |
| ---------------------------------------- | ----------------- | ---------- | ------------------ |
| Sección de educación permanente          | SEP Castilléjar   | Público    | C/ Rosario, s/n    |
| Escuela infantil                         | EI Padre Guirao   | Público    | C/ Cazadores, 3    |
| Colegio de educación infantil y primaria | CEIP Los Ríos     | Público    | C/ Eras Bajas, s/n |

## Cultura

### Lugares de interés

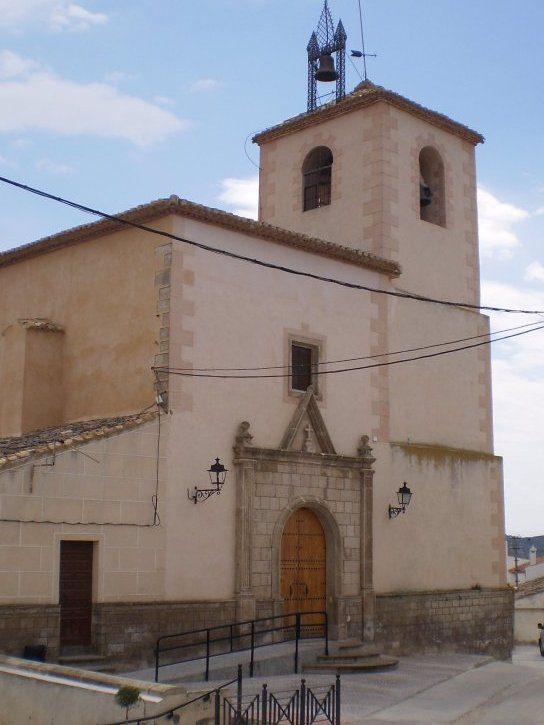
Iglesia de la Inmaculada Concepción, en Castilléjar

En la entrada de la localidad se encuentra un antiguo puente de hierro de principios del siglo XX, y siguiendo el camino de Castilléjar se llega a los Baños de Bartolo o Fuente Hedionda. También cuenta con un lago artificial, apto para el baño, y aún se conservan —aunque en mal estado— unos hornos en los que se elaboraba yeso y cal.

### Fiestas
Fiestas de Santo Domingo de Guzmán

Castilléjar celebra las fiestas durante el mes de agosto en honor a Santo Domingo de Guzmán, patrón del municipio. El programa de fiestas está formado por diversos actos religiosos, como misas solemnes, pasacalles y una procesión con su imagen. La celebración continúa por la noche con fuegos artificiales y las tradicionales verbenas en la plaza del pueblo.
Igualmente destacan el concurso de bailes típicos granadinos, los toros y, como clausura de estas jornadas, el concurso de migas al estilo tradicional.
Cuadrillas de Ánimas

Las cuadrillas de ánimas son agrupaciones musicales típicas de todo el Sureste español. Surgieron para ayudar a las almas a salir del Purgatorio, y se encargan de pedir donativos para ayudar a los pobres y misas.